# Іржавий пояс

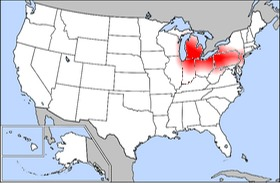
Іржавий пояс Америки

Іржа́вий пояс (англ. Rust Belt), або ж Індустріальний чи Фабричний пояс — частина Середнього Заходу та східного узбережжя США, у якому від початку промислової революції (межа XVIII—XIX ст.) і до 1970-х років були зосереджені різноманітні галузі американської важкої промисловості — численні металургійні комбінати, вугільні шахти, залізні рудники, автомобільні та шинні заводи.
Географічно в цей пояс зазвичай включають центральну частину штату Нью-Йорк, регіони на захід від нього в штатах Пенсільванія, Огайо, Індіана, Мічиган і Іллінойс до західного берега озера Мічиган. Іноді в нього також включають Дулут та інші населені пункти, в яких зосереджена гірничорудна промисловість штату Міннесота, і навіть Південне Онтаріо та Квебек у Канаді. Центром іржавого поясу вважають узбережжя озера Ері. На півдні Іржавий пояс межує з вугледобувними регіонами в горах Аппалачі.
Після настання постіндустріальної епохи (кінець XX ст.) важка промисловість США прийшла в занепад. Багато хто вважає, що регіон міг би виграти від переходу до виробництва сучасних паливних елементів й до інших високотехнологічних виробництв на основі нанотехнологій, біотехнологій, інформаційних технологій.
Сам термін «Іржавий пояс» підкреслює кризовий стан регіону, особливо сталеливарної промисловості. Унаслідок кризи, починаючи з 1970-х років, сотні тисяч людей втратили роботу, перш за все в містах Буффало, Рочестер, Сірак'юс, Піттсбург, Аллентаун, Ері, Клівленд, Толідо, Янгстаун, Детройт, Флінт, Лансинг, Гері, Індіанаполіс, Саут-Бенд, Мілвокі, Чикаго, Спрингфілд, Дулут. Проте навіть після перепрофілювання фабрик та заводів Іржавий пояс залишається одним з найважливіших промислових регіонів США.
Цікаво, що територіально Іржавий пояс загалом збігається з картою поширення українців у США.